# Fred Thompson Bowerbank
Sir Fred Thompson Bowerbank, novozelandski general in vojaški zdravnik, * 30. april 1880, † 25. avgust 1960.